# Statutum in favorem principum

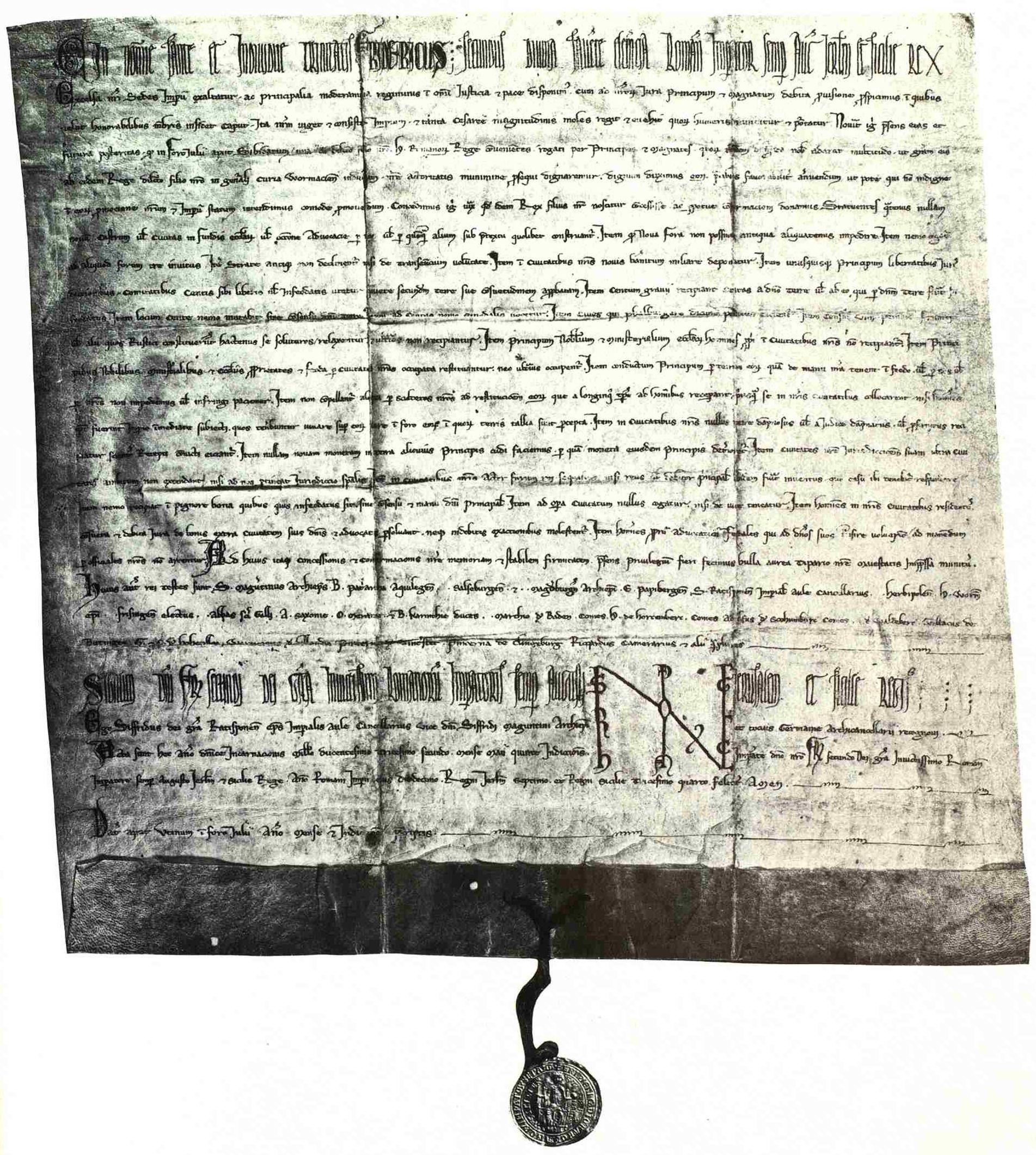
Un statut en faveur des princes.

Le Statutum in favorem principum est une loi du Saint-Empire romain germanique datée du 1er mai 1231 par laquelle le roi Henri VII qui était entré en conflit avec les princes d'Empire déclare comme garantis les privilèges concédés jusqu'alors à ces derniers. Les princes deviennent autonomes en matière d'administration, de justice et de douane. 
Avec la Confoederatio cum principibus ecclesiasticis, le Statutum in favorem principum représente l'aboutissement du développement féodal de l'Empire. 